# Cryptic Collection
Cryptic Collection – kompilacyjny album amerykańskiej grupy Twiztid, zawierający unikatowe i niepublikowane wcześniej utwory.
Jest to pierwszy z serii „Cryptic Collection”, które są odpowiednikami albumów „Forgotten Freshness”, Insane Clown Posse.

## Lista utworów
| #  | Tytuł                               | Czas  | Wykonawca                           |
| -- | ----------------------------------- | ----- | ----------------------------------- |
| 1  | „Twiztid” (Intro2)                  | 1:03  |                                     |
| 2  | „Whathefuck!?!?” (Extra Cripsy Mix) | 3:51  | Twiztid                             |
| 3  | „I Could”                           | 1:02  | Twiztid                             |
| 4  | „Ain’t a Damn Thang Changed”        | 3:41  | Twiztid                             |
| 5  | „Bad Dream”                         | 3:01  | Twiztid                             |
| 6  | „Somebody’s Dissin’ U” (Remix)      | 4:48  | Twiztid, Blaze Ya Dead Homie        |
| 7  | „Blam!!!”                           | 5:24  | Twiztid                             |
| 8  | „Something Weird”                   | 4:25  | Twiztid                             |
| 9  | „Meat Cleaver”                      | 4:24  | Twiztid, Insane Clown Posse, Myzery |
| 10 | „Dr. Jekyl & Mr. Bones”             | 1:53  | Twiztid                             |
| 11 | „Renditions of Reality” (Remix)     | 5:12  | Twiztid                             |
| 12 | „Put It Down”                       | 10:21 | Blaze Ya Dead Homie                 |